# Quentin Fillon Maillet
Quentin Fillon Maillet (Champagnole, 16 de agosto de 1992) es un deportista francés que compite en biatlón.
Participó en dos Juegos Olímpicos de Invierno, en los años 2018 y 2022, obteniendo en total cinco medallas en Pekín 2022, oro en las pruebas individual y persecución y plata en velocidad, relevo y relevo mixto.
Ganó diecinueve medallas en el Campeonato Mundial de Biatlón entre los años 2015 y 2025.

## Palmarés internacional
| Juegos Olímpicos   | Juegos Olímpicos             | Juegos Olímpicos  | Juegos Olímpicos        |
| Año                | Lugar                        | Medalla           | Prueba                  |
| ------------------ | ---------------------------- | ----------------- | ----------------------- |
| 2022               | Pekín (China)                | Medalla de oro    | Persecución             |
| 2022               | Pekín (China)                | Medalla de oro    | Individual              |
| 2022               | Pekín (China)                | Medalla de plata  | Velocidad               |
| 2022               | Pekín (China)                | Medalla de plata  | Relevo                  |
| 2022               | Pekín (China)                | Medalla de plata  | Relevo mixto            |
| Campeonato Mundial |                              |                   |                         |
| Año                | Lugar                        | Medalla           | Prueba                  |
| 2015               | Kontiolahti (Finlandia)      | Medalla de bronce | Relevo                  |
| 2016               | Oslo (Noruega)               | Medalla de oro    | Relevo mixto            |
| 2017               | Hochfilzen (Austria)         | Medalla de plata  | Relevo                  |
| 2017               | Hochfilzen (Austria)         | Medalla de plata  | Relevo mixto            |
| 2019               | Östersund (Suecia)           | Medalla de bronce | Velocidad               |
| 2019               | Östersund (Suecia)           | Medalla de bronce | Persecución             |
| 2020               | Anterselva (Italia)          | Medalla de plata  | Velocidad               |
| 2020               | Anterselva (Italia)          | Medalla de plata  | Salida en grupo         |
| 2021               | Pokljuka (Eslovenia)         | Medalla de bronce | Salida en grupo         |
| 2023               | Oberhof (Alemania)           | Medalla de oro    | Relevo                  |
| 2023               | Oberhof (Alemania)           | Medalla de bronce | Relevo mixto            |
| 2024               | Nové Město (República Checa) | Medalla de oro    | Relevo mixto            |
| 2024               | Nové Město (República Checa) | Medalla de oro    | Relevo mixto individual |
| 2024               | Nové Město (República Checa) | Medalla de bronce | Salida en grupo         |
| 2024               | Nové Město (República Checa) | Medalla de bronce | Relevo                  |
| 2025               | Lenzerheide (Suiza)          | Medalla de oro    | Relevo mixto individual |
| 2025               | Lenzerheide (Suiza)          | Medalla de plata  | Relevo                  |
| 2025               | Lenzerheide (Suiza)          | Medalla de bronce | Velocidad               |
| 2025               | Lenzerheide (Suiza)          | Medalla de bronce | Individual              |